# Kim Woo-seok (ca sĩ)
Đây là một tên người Triều Tiên, họ là Kim.
Kim Woo-seok (Hangul: 김우석, Hanja: 金宇碩, Hán Việt: Kim Vũ Thạc), sinh ngày 27 tháng 10 năm 1996, còn được biết đến với nghệ danh Wooshin (Hangul: 우신), là một ca sĩ, diễn viên người Hàn Quốc. Anh ấy đã ra mắt với tư cách là thành viên của nhóm nhạc nam Hàn Quốc UP10TION vào năm 2015. Năm 2019, anh ấy đã trở nên nổi tiếng sau khi đạt hạng 2 trong chương trình Produce X 101 và trở thành thành viên chính thức của X1. Anh ấy ra mắt với tư cách là một nghệ sĩ solo thông qua EP 1st Desire (Greed) vào ngày 25 tháng 5 năm 2020.

## Trước khi ra mắt và giáo dục
Kim Wooseok sinh ngày 27 tháng 10 năm 1996 tại Quận Daedeok, Daejeon, Hàn Quốc. Anh là con một trong gia đình.
Wooseok có nhóm máu B, chiều cao 173.5 cm; cân nặng 58 kg.
Vào ngày 28 tháng 2 năm 2016, Kim Wooseok đã được ghi danh tại Học viện Truyền thông và Nghệ thuật Dong-ah, chuyên ngành diễn xuất và K-pop.

## Sự nghiệp

### 2015–2018:UP10TION
Kim Wooseok lần đầu tiên xuất hiện trong chương trình "Masked Rookie King" trước khi ra mắt của cùng với UP10TION vào năm 2015. Anh là thành viên đầu tiên được giới thiệu vào nhóm. Anh ra mắt chính thức tại Hàn Quốc vào ngày 11 tháng 9 năm 2015, Top Secret.
Anh ấy là MC của SBS The Show cùng với Jeon So-mi từ ngày 11 tháng 10 năm 2016 đến ngày 25 tháng 4 năm 2017.
Vào ngày 8 tháng 3 năm 2017, anh cùng với các thành viên UP10TION đã ra mắt tại Nhật Bản với đĩa đơn tiếng Nhật đầu tiên, ID (アイディー). Anh tạm ngừng hoạt động với nhóm vào ngày 6 tháng 6 cùng năm do vấn đề sức khỏe tâm thần.. Anh ấy trở lại nhóm sau chín tháng, và tham gia cùng các thành viên của mình với việc phát hành full album đầu tiên của họ, Invitation.

## 2019 – Hiện tại:Produce X 101& X1
Vào tháng 3 năm 2019, Wooseok được tiết lộ là một thí sinh của Produce X 101 - mùa 4 trong chương trình truyền hình sống còn tuyển chọn nhóm nhạc nổi tiếng nhất của Hàn Quốc Produce X 101, cùng với một thành viên UP10TION, Lee Jin-hyuk.. Ở đây Kim Wooseok được Mnet và K-net ví von là "Royal Center" . Kim Wooseok đứng thứ hai trong tập cuối cùng với 1.304.033 phiếu bầu, chiếm được vị trí trong đội hinh debut cuối cùng .
| Tập      | Tập 1 | Tập 2 | Tập 3 | Tập 5 (vòng loại 1) | Tập 6 | Tập 8 (vòng loại 2) | Tập 11 (vòng loại 3) | Tập 12 (chung cuộc) |
| Xếp hạng | 5     | 7     | 6     | 4 (933,869 vote)    | 1     | 1 (1,728,930 vote)  | 2 (457,477 vote)     | 2 (1,304,033 vote)  |

| Vòng                        | Tiết mục               | Nguyên gốc                                      | Vị trí              | TTS trình diễn cùng                                                                                      | Xếp hạng                       |
| Đánh giá xếp lớp            | No More Perfume On You | TEEN TOP                                        | Vocal               | Lee Jinhyuk                                                                                              | Lớp B                          |
| Vòng 1: Bài hát chủ đề      | _지마 (X1-MA)          | Produce X 101                                   |                     | 99 thực tập sinh                                                                                         | Lớp A                          |
| Vòng 2: Group X Battle      | Love Shot              | EXO                                             | Center, Sub Vocal 4 | Cho Seungyoun, Lee Hangyul, Kim Sihoon, Geum Donghyun, Lee Sejin, Hong Sungjun                           | Hạng 1/7 Xếp Hạng Chung: 4/100 |
| Vòng 3: Position Evaluation | To My Youth            | Bolbbalgan4                                     | Center, Main Vocal  | Kim Minkyul, Choi Byungchan, Lee Jinwoo, Lee Sejin                                                       | Hạng 1/5 Vocal Position: 1/20  |
| Vòng 4: Concept Evaluation  | U Got It               | Noheul, Sean Michael Alexander, Drew Ryan Scott | Center, Sub Vocal 1 | Hwang Yunseong, Cha Junho, Kim Yohan, Han Seungwoo, Lee Eunsang                                          | Hạng 2/6 Xếp Hạng Chung: 4/31  |
| Debut Evaluation            | Boyness                | Flow Blow 후이                                  | Sub Vocal 1         | Lee Jinhyuk, Ham Wonjin, Kang Minhee, Tony, Koo Jungmo, Lee Hangyul, Nam Dohyon, Son Dongpyo, Song Yuvin | Không xếp loại                 |
| Bài hát chung kết           | Dream for you          | Lee Daehwi                                      | Sub Vocal           | 19 thực tập sinh                                                                                         | Không xếp loại                 |

## Điện ảnh

### Chương trình thực tế và các hoạt động khác
| Năm  | Tên chương trình          | Kênh                                     | Chú thích                                  |
| 2016 | The Show                  | SBS MTV                                  | MC cùng với Jeon So-Mi                     |
| 2019 | Produce X 101             | Mnet                                     | Thực tập sinh TOP Media                    |
|      | Produce X 101: CAMPICK    | Mnet                                     |                                            |
|      | X1 FLASH                  | Youtube, V Live, NaverTV                 | X1                                         |
|      | TvN                       | Nhà Tù Thần Tượng (Prison life of fools) | Tập 25, cùng X1 Kim Yohan & Song Hyeongjun |
|      | Idol Room                 | JTBC                                     | Tập 67, cùng X1                            |
|      | Let's Eat Dinner Together | JTBC                                     | Tập 142, cùng Kim Yohan (X1)               |

### Radio
| Năm  | Kênh      | Tên chương trình           | Chú thích |
| 2019 | MBC Radio | Idol Radio                 | X1        |
| 2019 | SBS FM    | Choi Hwa Jung's Power Time | X1        |

## Concert
UP10TION
X1

## Giải thưởng và đề cử

### Chương trình âm nhạc

#### M Countdown
| Năm  | Ngày       | Bài hát | Điểm |
| ---- | ---------- | ------- | ---- |
| 2021 | 18 tháng 2 | "Sugar" | 6747 |

#### Music Bank
| Năm  | Ngày       | Bài hát  | Điểm |
| ---- | ---------- | -------- | ---- |
| 2021 | 19 tháng 2 | "Sugar"  | 5851 |
| 2022 | 18 tháng 3 | "Switch" | 6016 |